# 乔·希尔
乔·希尔（英語：Jo Hill，1973年6月19日—），生于墨累桥，澳大利亚女子篮球运动员。她曾代表澳大利亚国家队参加2000年夏季奥林匹克运动会篮球比赛，获得一枚银牌。